# Deh-e Serāj
Deh-e Serāj (persiska: Deh Serāj, ده سراج) är en ort i Iran.   Den ligger i provinsen Kerman, i den centrala delen av landet, 800 km sydost om huvudstaden Teheran. Deh-e Serāj ligger 1 976 meter över havet och antalet invånare är 330.
Terrängen runt Deh-e Serāj är lite kuperad. Runt Deh-e Serāj är det glesbefolkat, med 16 invånare per kvadratkilometer. Närmaste större samhälle är Pārīz, 17,7 km norr om Deh-e Serāj. Trakten runt Deh-e Serāj är ofruktbar med lite eller ingen växtlighet.